# Comunidad de villa y tierra de Béjar

Comunidades de Villa y Tierra.

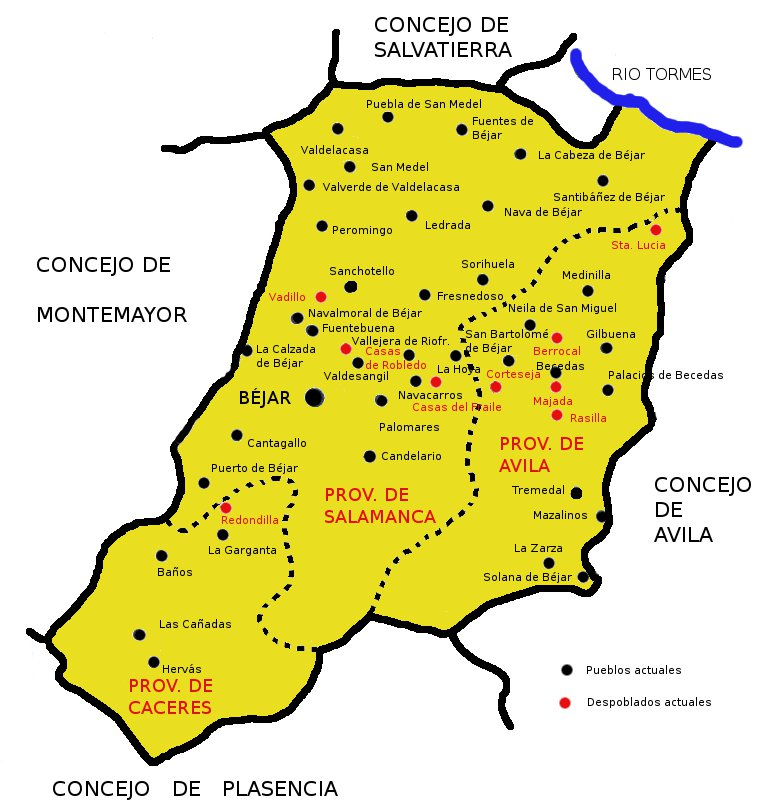
Comunidad de Villa y Tierra de Béjar

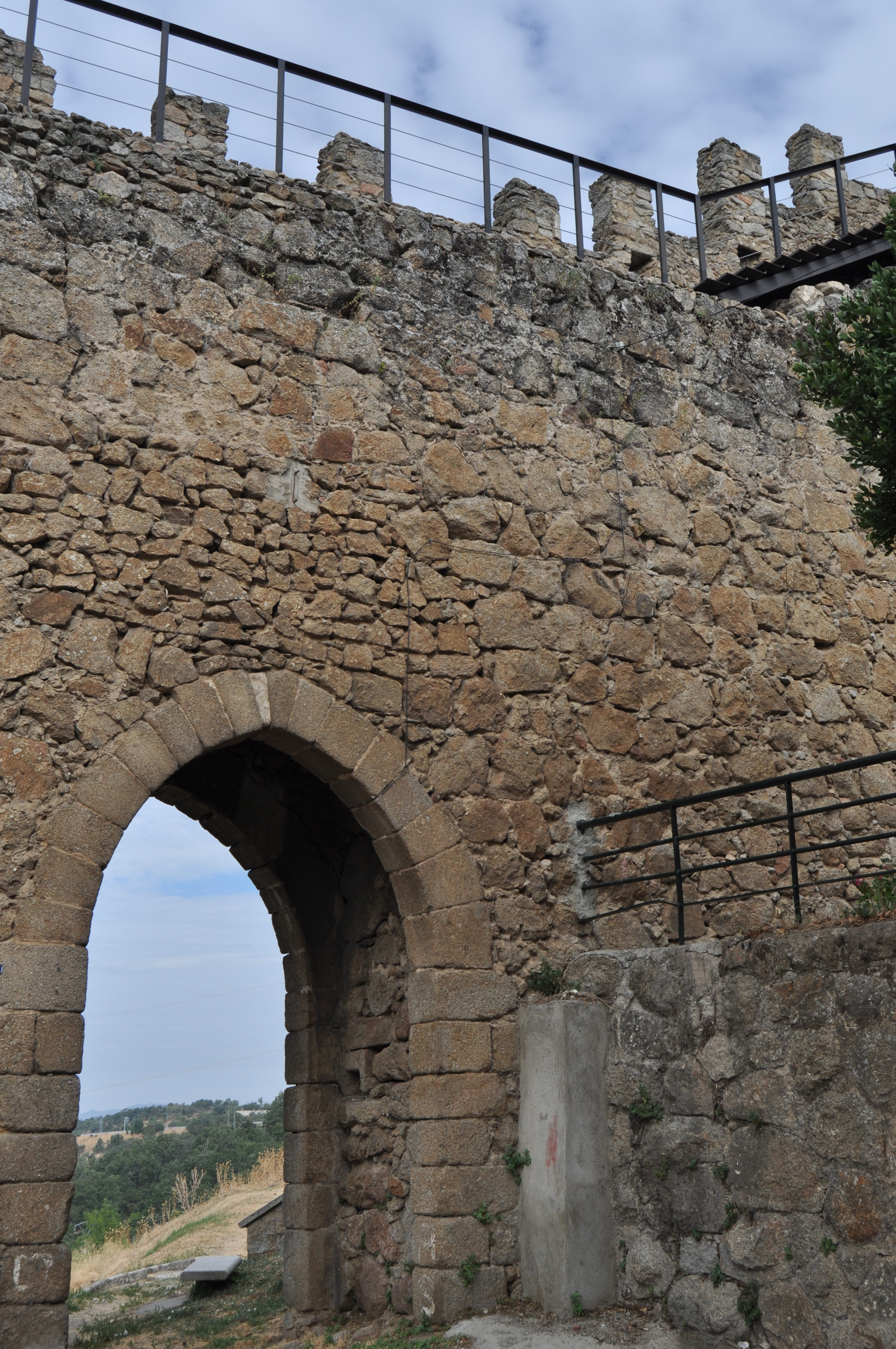
Puerta del Pico de la muralla de Béjar

La comunidad de villa y tierra de Béjar era una institución política de origen castellano, un ente jurídico autónomo que nació libremente como un sistema de autogobierno que distribuía justicia y autoridad entre sus vecinos y ordenaba en comunidad el aprovechamiento de las aguas, de las tierras y de los pinares. Se formó con la suma de antiguas costumbres más las necesidades propias de la época.
Nació a raíz de la repoblación efectuada por Alfonso VI de León y Castilla, cuando surgieron los grandes Concejos a lo largo de la línea del sur del Duero. Intereses comunes de varias poblaciones hicieron que estas se agruparan en una Comunidad. Más tarde, el rey Alfonso VIII de Castilla apoyó y dio vigor a estos grandes concejos.

## Reconquista y configuración de Béjar como concejo independiente
La conquista de Béjar,  por parte de los monarcas castellanos, es consecuencia natural de la expansión que llevan a cabo como necesidad de consolidar las posiciones del Sistema Central, esto es Ávila, que como cabeza visible de la Reconquista necesita aumentar su zona de influencia para así lograr mayor poder concejo y obispado. Nos encontramos que el cerro sobre el que se asienta la población actual de Béjar debió ser reconquistado por el concejo abulense, que tiene un poder político, económico y social enorme sobre la zona.
En 1142 se toma Coria y el castillo de Albalat. Es de suponer que si estos lugares fueron conquistados en dicha fecha, las actuales Béjar y Plasencia, al menos, ya formarían parte del territorio castellano y todo este territorio está bajo la jurisdicción del concejo y obispado de Ávila por concesión que hará Alfonso VII de León y Castilla; por el oeste desde la desembocadura del río Alagón en el Tajo hasta la desembocadura del Gata en el Alagón y desde aquí por toda la Sierra. Como puede apreciarse Coria, ciudad, no forma parte de la tierra de Ávila, ya que está en la margen derecha del río Alagón. Como en el caso de Plasencia y Albalat, la conquista de Béjar la llevan a cabo caballeros villanos al frente de mesnadas concejiles, quizás hacia el amanecer, quizás el día de Santa Marina, quizás hombres recubiertos de musgo, tal como nos dice la tradición, difícil de atestiguar.
Alfonso VII de León, en su testamento, decide dividir el reino entre sus hijos Sancho, a quién le corresponde Castilla, y Fernando, que reinará en León. A partir de ese momento, Béjar formará parte del primero teniendo por frontera con León la Calzada de la Plata. Será repoblada hacia 1180 por Alfonso VIII de Castilla, quien la amurallará. Para confirmar esto poseemos un texto de los Anales Compostelanos, crónica latina medieval, en la cual nos dice:

"En los idus de octubre murió el infante Fernando hijo de Alfonso rey de Castilla.Ese mismo año Salvatierra fue tomada por los sarracenos y Surquera por los cristianos.En el cual siguiente año el rey Alfonso venció a miramamolín el más potente rey de los sarracenos en el lugar ue se dice Navas de Tolosa,...Este mismo rey pobló mucho tiempo antes a Cuenca ,Huete y Cañete y Alarcón, Placencia y Béjar"

En 1181, el rey confirma los términos dados a Ávila anteriormente por Alfonso VII, con clara vocación de consolidar la frontera de Castilla:

"..et Tagio ad iusum usquequo cadit Alagon in Tagio, et Alagon arriba usquequo cadit gata in Alagon, et Gata arriba usque ad sumum de illa serra, et per sumitatem serre usque ad portum Monioz"

### Nace Béjar en un campo de batalla
Estamos en los primeros lustros del siglo XIII. Desde Ávila, que es Castilla, se dirigen hacia las ruinas árabes de Béjar, y por ende a toda la zona de su entorno, caravanas de gentes muy diversas, atraídas por el rey para poblar esta tierra :

"Qual quier que uenir quisiere poblar a Beiar, de creenÇia cualquier que sea cristiano, moro o iudio.."(FB14).

El rey les ha prometido libertad; libertad de comercio, libertad de deuda o de fianza, libertad de merindazgo, de condena o de enemistad anterior declarada.El fuero real los ampara y quedan gentes francas, libres, solo por asentarse en la tierra de Béjar.
De momento en las caravanas vienen multitud de pedreros que han de arrancarle sus peñascos al paisaje para alargar en un doscientos por cien la muralla árabe preexistente.
A Alfonso VIII, el rey más prolongado de la Historia de España (1158-1214), Béjar le debe no sólo este impulso generador de poblarla, sino también una más amplia muralla, una más alta atalaya en la torre de San Juan.La razón de ser de estos poblados y repoblados de Alfonso VIII era la guerra, así que Béjar nacía a la Historia en razón de las batallas de Castilla.
Dos factores contribuyeron a la plusvalía militar de esta Villa: su posición adelantada en una doble frontera y su orografía. Béjar surge a un palmo de la Vía de la Plata, que la separa de los leoneses. El escudo de la Villa y Tierra, es decir Béjar más los 35 pueblos de su alfoz, está compuesto por un castillo con un león, erguida la cabeza, echado a la puerta, más las cinco abejas sobrevolando las almenas, más el timbre ducal. Aquella Béjar nace en un momento histórico en el que los dos reinos se debaten en guerra furiosa. Un nombre, la puerta de Ávila es un recordatorio de la pasada pertenencia a Ávila, con cuyo nombre se designaba la puerta de la Villa.
Además, en la lucha contra el moro, Béjar era la primera plaza fuerte de Transierra. Béjar es llave de oro para los pasos de Castilla."

### Señoralización y pérdida del voto en cortes
En 1396 la villa de Béjar con su tierra es permutada por la ciudad burgalesa de Frías por Enrique III a los Zúñiga, hecho que marcará un antes y un después en la historia de la comunidad de villa y tierra de Béjar. La llegada de los Zúñiga o Estúñiga supone la implantación del feudalismo y la pérdida del voto en Cortes de Béjar al dejar de ser una villa de realengo. Es así como Béjar pasa a formar parte de Salamanca (lo que es interpretado por Salgado Fuentes también como el paso en lo regional al Reino de León), territorios a los que ya pertenece para los votos en las Cortes de 1425, apareciendo como parte del territorio salmantino en el primer censo de la Corona en 1534. Aunque ya como territorio leonés, a partir del siglo XV continuará con vida propia la Comunidad de Villa y Tierra de Béjar, que prolongará su existencia hasta 1833 en que sea abolida y sus territorios repartidos en tres provincias. La parte mayor quedará en Salamanca, provincia a la que pertenecía la comunidad desde cuatro siglos antes, pasando los municipios más orientales a Ávila y los más sureños a Cáceres.

## División administrativa
Inicialmente la Tierra de Béjar estuvo dividida en dos cuartos (Cuarto de Arriba y Cuarto de Abajo) a cuyos representantes se les denominaba sexmeros, pasando posteriormente a cuatro cuartos, dando lugar el de Arriba a los de Valvaneda, la Sierra y el Campo, de modo que la Comunidad de Villa y Tierra de Béjar pasó a parcelarse en los siguientes cuartos: Quarto de Abajo, Quarto de Valvaneda, Quarto de la Sierra y Quarto del Campo.
La cabecera de la Comunidad era, naturalmente Béjar, con cuatro arrabales o anejos:Fuentebuena, Boadillo (desaparecido), la Posadilla (desaparecido) y Val de Santo Gil.Por cierto que el diccionario geográfico y estadístico de Miñano, 1826, dice que Valdesangil, se llamó Bécor en la antigüedad.
El alfoz o comunidad permaneció inalterable hasta la creación de las provincias actuales, cuya delimitación es totalmente convencional, y este hecho administrativo "descabaló la cohesión de las viejas comunidades".El alfoz de Béjar se le puede considerar entre los medianos, 48 núcleos de población, pues los había muy extensos como Soria, que contaba con 238 pueblos o Ávila , que disponía de 305. Béjar, una vez conquistada, nació sólo como concejo de frontera; le faltaba su tierra y esta no es otorgada fundamentalmente hasta el reinado de Sancho IV.

### Cuarto de Abajo
| Nombre antiguo del enclave | Nombre moderno, actual                                                                       |
| -------------------------- | -------------------------------------------------------------------------------------------- |
| Cantalgallo                | Cantagallo, provincia de Salamanca                                                           |
| El Puerto                  | Puerto de Béjar,provincia de Salamanca                                                       |
| Baños                      | Baños de Montemayor,provincia de Cáceres (Perteneciente también al marquesado de Montemayor) |
| Herbás                     | Hervás,provincia de Cáceres (Perteneciente también al marquesado de Montemayor)              |
| Garganta de Béjar          | La Garganta,provincia de Cáceres (Perteneciente también al marquesado de Montemayor)         |
| La Redondilla              | (Desaparecida), en el término de La Garganta                                                 |
| San Antón                  | (desaparecida)                                                                               |

### Cuarto de Valvaneda
| Nombre antiguo del enclave | Nombre moderno, actual                                  |
| -------------------------- | ------------------------------------------------------- |
| Candelario                 | Candelario, provincia de Salamanca                      |
| Navacarros                 | Navacarros, provincia de Salamanca                      |
| Albarracín                 | (Desaparecida)                                          |
| El Palomar                 | Palomares, provincia de Salamanca                       |
| Las Casas del Frayle       | (Desaparecida), en el término de Navacarros             |
| Vallegera                  | Vallejera de Riofrío, provincia de Salamanca            |
| Espigatrigo                | (Desaparecida)                                          |
| Oya                        | La Hoya, provincia de Salamanca                         |
| Soriguela                  | Sorihuela, provincia de Salamanca                       |
| Fresnedal                  | Fresnedoso, provincia de Salamanca                      |
| Santivañes                 | Santibáñez de Béjar, provincia de Salamanca             |
| Las Casas de Robledo       | (Desaparecida), en el término de San Bartolomé de Béjar |

### Cuarto de la Sierra
| Nombre antiguo del enclave | Nombre moderno, actual                   |
| -------------------------- | ---------------------------------------- |
| Neyla                      | Neila de San Miguel                      |
| San Bartholomé             | San Bartolomé de Béjar                   |
| Becedas                    | Becedas                                  |
| Gulloría                   | (desaparecida)                           |
| El Palacio                 | Palacios de Becedas                      |
| El Berrocal                | (desaparecida), en el término de Becedas |
| Solana                     | Solana de Béjar                          |
| El Tremedal                | El Tremedal                              |
| La Zarza                   | La Zarza                                 |
| Los Mazalinos              | Los Mazalinos                            |
| Gil Buena                  | Gilbuena                                 |
| Junciana                   | Junciana                                 |
| Santa Lucía                | Santa Lucía de la Sierra                 |
| Medinilla                  | Medinilla                                |

### Cuarto del Campo
| Nombre antiguo del enclave | Nombre moderno, actual  |
| -------------------------- | ----------------------- |
| La Nava                    | Nava de Béjar           |
| Caveza                     | La Cabeza de Béjar      |
| Fuentes                    | Fuentes de Béjar        |
| La Adrada                  | Ledrada                 |
| Palmarejo                  | Desaparecido            |
| Val de la Casa             | Valdelacasa             |
| San Medel                  | San Medel               |
| La Puebla                  | Puebla de San Medel     |
| Valverde                   | Valverde de Valdelacasa |
| Pero Mingo                 | Peromingo               |
| Sanchotello                | Sanchotello             |
| El Vadillo                 | Desaparecido            |
| Navalmoral                 | Navalmoral de Béjar     |
| Casas de la Calzada        | La Calzada de Béjar     |
| Navarredonda               | Desaparecida            |

## El Fuero de Béjar
El Fuero de Béjar procede, en sus orígenes más remotos del reinado de Alfonso VIII, fue redactado en romance y se utilizó un fuero tipo en su confección, posiblemente, el de Cuenca. A su vez tiene muchas relaciones con el de Sepúlveda.
El bejarano que queda al descubierto a través de este código es el hombre propio de la época: bárbaro, algo primario o primitivo, todavía bastante brutal. Su talla mental es baja por ser más bien alto el nivel de irracionalidad: violento hasta la crueldad, supersticioso hasta la magia, sexista hasta una clamorosa discriminación de la mujer, conflictivo y peleón. Gente de armas, polvo, sudor y hierro, como el Cid, la guerra era su vida, una vida, tanto personal como comunal, que no tenía línea divisoria entre lo civil y lo castrense. Al penalizarlas, el fuero pone en evidencia tantas y algunas tan graves lesiones físicas de unos bejaranos contra otros, que, de no estar escritas en castellano antiguo, su sola lectura causaría espanto a la sensibilidad moderna. Que las relaciones de aquellos bejaranos se veían continuamente rotas con violencia física, lo demuestra la frecuencia con que llegaban las lesiones corporales entre convecinos, agresiones que el Fuero castiga, con sopesada equidad, por medio de multas graduales.
El desconocimiento de las causas naturales y sus procesos llevara el fenómeno mental y psicológico de la alienación hasta límites insospechados.No menos que la alienación política era la alienación espiritual, por la cual el individuo confiaba sus ocupaciones y sus preocupaciones al mundo de la superstición y del absurdo.Un claro ejemplo era a prueba del hierro candente para la bejaranas o el desafío para los bejaranos.

### La ciudad y su tierra
No delimita el territorio del Concejo ni enumera los lugares que lo forman.Esta falta de precisión dio lugar a pleitos posteriores con los concejos colindantes, tales como Plasencia, Ávila y Salvatierra. Eso sí utiliza, en cambio, la palabra "término". En su primera rúbrica se dice que el Fuero atañe a todos los que en Béjar moran o son por venir a ella 

" con todo su término, con montes, fontes, stremos, pastos, ríos, salinas, venas de plata e de fierro e de qualquiere metallo"

Señala una jerarquización clara entre la "villa" y las "aldeas" o "pueblas" del resto del término.
El fuero convierte a la villa en el centro de todo el concejo, en ella se celebran mercado y ferias. La villa se convierte de esta forma en el centro económico del término.

### Vecinos y vecindad
La rúbrica 660, señala cuales son los vecinos de Béjar:

" Llamamos vecinos de la villa, a todos los que, habitando en la villa o sus aldeas, están inscritos en el padrón"

En esa misma rúbrica habla de los "atemplantes" a los que se refiere como "los medieros, caballeros y clérigos racioneros". Estos últimos aparecen en un plano de superioridad en relación con los vecinos.
Nuestro fuero nos habla de la existencia de dos grupos extraños por motivos raciales y religiosos: nos referimos a los moros y a los judíos.

### La ciudad medieval
Aparte de ser el centro económico del alfoz, la villa o ciudad se presenta como un lugar de refugio o asilo. Goza de una jurisprudencia de excepción que el fuero recoge.
El cuidado y entretenimiento de las torres, castilletes y muros era obligación común, aunque el fuero de Béjar hace excepción de ella a los caballeros; por eso la rúbrica novena dispone que

" ... no peche en torres, ni muros, ni otras cosas por jamás".

El fuero señala donde deben aposentarse los repobladores de la villa:

"Pobladores que vinieren a Béjar, o a sus aldeas, hagan sus casas en el lugar que el concejo les diere y no libremente"

Define calles y lugares como cosa del servicio público, por eso prohíbe (rúbrica 166) " labrar en el ejido o en las calles". También regula como han de construirse las casas y de que manera han de ser protegidas.Las casas podían alcanzar la altura que más conviniere al dueño y podían ser alquiladas libremente.

### El Concejo y sus oficios
La primera autoridad local era en las villas realengas, el Señor de la Villa, o representante real, por ello el fuero se endurece si aquel sufre menoscabo de su persona. El título 309, es lo suficientemente claro:

"Quien hiriere o matare al Señor de la Villa, haganlo todo piezas miembro a miembro"

Seguía a éste en jerarquía el juez.El escribano era el tercero, después del juez y del alcalde, para regir la villa. Después estaban una serie de oficios, lo que hoy llamaríamos funcionarios, tales como los "audadores", o especie de alguaciles, el pregonero, el portero y finalmente el corredor. El fuero regula las funciones de cada uno de ellos.
El juez y los alcaldes eran nombrados por las colaciones de la villa para el periodo de un año. El concejo bejarano contaba con autonomía jurisdiccional, puesto que hay un buen número de rúbricas que nos advierten que el concejo actuaba como asamblea judicial los viernes de cada semana, además de designar oficios y cargos como los citados, se encargaba de llevar el gobierno de la ciudad y su tierra, y tenía relaciones con el rey aun cuando teóricamente actuaba en paralelo con el señor de la villa; las funciones de gobierno las desarrolla realmente el concejo que rige la ciudad, mantiene la paz y el orden público.
El concejo administraba los bienes comunales: montes, dehesas, aguas, pastos, etc, de los que se beneficiaban todos los vecinos. Asimismo, el fuero regula la caza y la pesca con precisión y, en especial, la regulación de los riegos en una comunidad que como la nuestra, ha tenido siempre abundancia del preciado líquido; véanse al efecto las rúbricas 127, 128, y 130, o la 96, que obliga a limpiar las acequias propias; o la 192 que regula el curso de las aguas para los molinos 

"quando fueren minguadas las aguas en el mes de agosto"

Desde el punto de vista militar, el concejo se preocupa de la organización de las milicias concejiles, pues tiene que asistir en hueste cuando fuera llamado.

### Derecho de personas y cosas
La intención de los soberanos es la constituir la puebla más libre posible de la que entonces cupiese idea: igualdad de condiciones y cultos, exclusión del elemento aristocrático, posesión plenísima de los bienes, indulto total de los nuevos vecinos por lo pasado, y severas penas contra los odios y delitos que afectaran a la paz pública.
Resuelve cuestiones referentes a la heredad, labranzas, mieses, agua, molinos y regula el derecho de la familia. La legislación penal impone atroces castigos a los homicidas, ladrones, hechiceros, bígamos o adúlteros. Con las mujeres se utiliza la prueba del hierro candente para sincerarse de toda sospecha. A los varones se les reservaba el desafío o lidia personal.
El fuero bejarano reconoce los derechos y protección a los recién nacidos.Prohíbe y castiga el aborto y cualquiera otra acción que pudiera lastimar el feto; defiende los intereses hereditarios del concebido. Establece  los doce años como la edad para alcanzar la capacidad de obrar.Existe un cierto sentido de igualdad entre el hombre y la mujer.
Señala el fuero dos formas de propiedad inmueble: la propiedad colectiva y la individual.

### Derecho penal
Recoge penas y castigos acordes a la época.
Las rúbricas 419 a 477 se ocupan de los desafíos por homicidios entre el autor y los parientes más próximos del muerto.Se tenía el convencimiento de que en la contienda intervenía el juicio divino. El querellante había de probar su parentesco con el muerto, después citaba al homicida ; entonces, o se entendían por dinero, o luchaban.En caso de no presentarse el homicida, podía ser muerto dónde y cómo quiera. 
Se pena duramente los delitos de violación y delitos sexuales en general por perturbadores de la paz local.Son recogidos en las rúbricas de la 317 a 346. El castigo para la mujer alcahueta es nada menos que ser quemada viva.
Previene el fuero delitos contra el propio reino en la rúbrica 308, pues quién vendiese armas o alimentos a los moros considerados como enemigos, o se las llevara, ha de ser despeñado.

### Descripción física del documento
El único conocido se conserva en el Archivo municipal de Béjar. Forma un códice en pergamino de 174 folios útiles, más dos de guarda al principio, encuadernado en tablas de madera, probablemente con posterioridad al siglo XIV .